# التعددية الثقافية وإدارة التنوع
التعددية الثقافية وإدارة التنوع إدارة التنوع هي «الاعتراف بالفروق الفردية وتقديرها». كما أن مفهوم التنوع يشمل القبول والاحترام. وهو يعني معرفة أن كل شخص متفرد في ذاته وإدراك اختلافاتنا الفردية. ويمكن أن يكون لذلك أبعاد كبيرة فيما يتعلق بـالسلالة أو العرق أو النوع أو التوجه الجنسي الوضع الاجتماعي والاقتصادي أو العمر أو القدرات النفسية أو المعتقدات الدينية أو المعتقدات السياسية أو غير ذلك من الأيديولوجيات. كما يعني استكشاف هذه الاختلافات في ظل بيئة تتسم بالأمان والإيجابية والرعاية. بالإضافة إلى أن هذا المفهوم يعني بفهم كل منا للآخر وتجاوز التسامح البسيط إلى تعظيم الأبعاد الغنية للتنوع في كل فرد والاحتفاء بها كمقابل للامتثال التام لنهج قوانين المساواة/الإجراءات الإيجابية (توماس، 1990). ومن وجهة النظر الأمريكية من المفترض أن تمثل «إدارة التنوع» شيئًا منفصلًا عن مفاهيم المساواة مثل تكافؤ الفرص والإجراءات الإيجابية (توماس، 1990؛ توماس وإيلي، 1996). ومع ذلك فإن هذا التمييز والتسلسل الضمني ما بين إدارة التنوع والمساواة المفترضة مسبقًا وقوانين الإجراءات الإيجابية قد لا تتواجد في جميع دول العالم. على سبيل المثال، في الاتحاد الأوروبي يبدو أن مفهومي إدارة التنوع والمساواة ينموان بالتوازي، وفي بعض الأحيان يُنظر إلى إدارة التنوع على أنها وسيلة لإضفاء الطابع المؤسسي على المساواة و/أو تشريعات الإجراءات الإيجابية (كلارسفيلد، 2010). وهناك مثال آخر في فرنسا حيث ظهرت نقاشات حول إدارة التنوع والتمييز في نفس الوقت ولم يسبق أحدهما الآخر (كلارسفيلد، 2009).

## تاريخ إدارة التنوع
ينبغي فهم إدارة التنوع على أنها كمفهوم تاريخي قديم. حيث ظهر مفهوم إدارة التنوع واكتسب زخمًا في الولايات المتحدة في أواسط ثمانينيات القرن العشرين. وفي هذا الوقت عندما هدد الرئيس رونالد ريجان بتفكيك قوانين المساواة والإجراءات الإيجابية في الولايات المتحدة في ثمانينيات القرن العشرين، اشترك المتخصصون بالمساواة والإجراءات الإيجابية المعينون من قبل الشركات الأمريكية جنبًا إلى جنب مع مستشاري المساواة في إقامة الحجة على أنه يجب النظر إلى التنوع في القوى العاملة كميزة تنافسية وليس كقيود قانونية. وكانت رسالتهم الأساسية هي: لا تعزز التنوع لأنه أمر قانوني بل لأنه في صالح العمل (كيلي ودوبين، 1998). ومنذ ذلك الحين شرع الباحثون في اختبار افتراضات استفادة العمل من التنوع وإدارة التنوع والتي عرفت باسم دراسة جدوى حول التنوع.

## دراسة جدوى التنوع
لم تقدم البحوث التي أجريت حتى يومنا هذا سوى دعم متواضع للاقتراح القائل بأن تنوع القوى العاملة في حد ذاته يفيد العمل. لذلك ظلت الفكرة محلاً للنقاش وإجراء المزيد من البحث. وباختصار سواء كان التنوع يؤتي ثماره أم لا فإن هذا يعتمد على عوامل بيئية داخل الشركة أو خارجها. ووجد كل من دواير وريتشارد وشادويك (2003) أن آثار التنوع بين النوعين (ذكور وإناث) على مستوى الإدارة يتوقف على التوجه الإستراتيجي للشركة والثقافة التنظيمية والتفاعل متعدد المتغيرات بين هذه المتغيرات. كما اكتشف شافنير وغيبرت وسكولر وكيرش (2006) أنه إذا كانت ثقافة الشركة تتضمن افتراض المعيارية أو الاعتقاد بأن التنوع يعد فرصة، فإن التنوع في الفئات العمرية يصبح مؤشرًا على القدرة الابتكارية للفريق وليس العكس. ويرى كيرني وغيبرت (2006) أن التنوع في العمر والجنسية والخلفية الوظيفية له تأثير إيجابي على القدرة الابتكارية للفريق في سياق القيادة التحويلية عالية المستوى ولكن ليس لهذا تأثير في حالة القيادة التحويلية منخفضة المستوى. وقام كل من ريتشارد وبارنيت ودواير وتشادويك (2004) برسم منحنى يبين العلاقة بين التنوع والأداء. كما وجد كوشان زبيزروكوفا وإيلي وجوشي وجين وآخرون. (2003) بعض الآثار الإيجابية أو السلبية المباشرة للتنوع في الأداء. وفي الحالات التي تم فحصها وجد أن هناك عددًا من الجوانب المختلفة للسياق التنظيمي أو عمليات المجموعة التي تحدث تعادلاً في العلاقة بين التنوع - الأداء. ويؤدي الإخفاق في إدارة التنوع أو تطوير التنوع في حد ذاته إلى نتائج متضاربة (بيل وبيري، 2007؛ كلين وهاريسون، 2007). وتشير كافة الأبحاث عامة إلى أن التنوع يحتاج إلى إدارة مناسبة إذا كنا نريد للعمل حصاد نتائج الاستفادة من هذا التنوع. وعند إدارة التنوع بشكل سليم من المرجح أن يزدهر العمل. وهذا لا يستبعد أن التنوع في جميع مستويات المجتمع يجب أن يكون هدفًا «في حد ذاته». وبعيدًا عن الفوائد التجارية، يجب على الأبحاث إيلاء المزيد من الاهتمام للفوائد الاجتماعية المرتبطة بدعم وجود قوى عاملة أكثر تنوعًا وشمولاً.

## نطاق اشتراك المديرين
عند الإدارة الجيدة للتنوع من أجل تعزيز أداء تنظيمي أفضل؛ من الضروري أن يفهم المديرون التنوع المعرفي ويقدرونه. ومن أسباب ذلك أن أنشطة العمل الحالية أصبحت أكثر تعقيدًا لمدى أكبر مما كانت عليه في الأعوام الماضية. ولذلك يعتبر استيعاب مفهوم التنوع المعرفي أمرًا مرغوبًا بشدة من أجل الإدارة الجيدة. بل أكثر من ذلك، أصبحت المشروعات البحثية أكبر وأكثر تكلفة ويرجع ذلك جزئيا إلى الظروف الاقتصادية الصعبة. ونتيجة أخرى لهذا التردي الاقتصادي هي الحاجة الشديدة إلى الابتكار. حيث إن المنافسة ازدادت بشكل كبير ولجأت الشركات إلى التنوع والابتكار في مجالات أخرى غير المنافسين والمباشرين وغير المباشرين. والنقطة الأخيرة التي يجب الانتباه إليها وهي أن جوهر التنبؤ بالمستقبل أصبح أكثر أهمية في السنوات القادمة.
وخارج حدود التنوع المعرفي والتنوع على أساس المجموعة (مثال التنوع في العرق والدين والنوع «ذكر أو أنثى» والعمر والوضع الاجتماعي والاقتصادي) من المهم فهمه وتقييمه وإدارته.
يمكن النظر إلى اشتراك المديرين على مستوى العمل على أنه أكثر عملية من المفهوم المبين أعلاه. ويمكن أن يطلق على هذا النهج نهجًا عمليًا مباشرًا. وإدراك القدرات الكامنة لـالموظفين في الأعمال يحب على المديرين أن يكونوا منفتحين بالنسبة للاختلافات الفردية. وقد يود المديرون في كثير من الأحيان أن يروا موظفيهم يتصرفون بطريقة مختلفة؛ بينما هذه الطريقة لم يعتدها الموظفون وليسوا على كفاءة كبيرة بها. ولإدراك القدرات الكامنة للموظفين غالبًا ما يفيد إنشاء مجموعات قادرة على حل المشكلات المعقدة والقيام بتنؤات أفضل. وحيث إن الناس يفكرون ويتصرفون بطرق مختلفة كما أن لديهم خلفيات متباينة سيتم جمع مدى واسع من الأفكار. وبهذه الطريقة يمكن الوصول لأفضل الحلول بسهولة. ويمكن القول أنه بهذه الطريقة يمكنك الاستفادة من مجموعة متنوعة من وجهات النظر و[الاستدلالات، والتفسيرات والنماذج التنبؤية لإنشاء منظمات ابتكارية قادرة على الحفاظ على ميزة التنافسية.
وفيما يلي تلخيص بعض القضايا الحاسمة لإدارة التنوع:
- إنشاء منظمة شاملة
- العمل على تغيير ثقافة الشركة نحو إعطاء قيمة للتنوع
- إظهار الالتزام من خلال المرونة
- إيجاد الوعي والمهارات - التعلم والتدريب
- قياس وخلق الحوافز
- ربط قيمة التنوع بالأهداف الإستراتيجية
- ضمان دعم الإدارة العليا
- الاتصالات الواضحة ذات المصداقية

## المنظمات المتنوعة والمتنوعة الشاملة
تتسم المنظمات المتنوعة بالتركيز على اللمحة المختصرة للتوظيف (مثل تكوين القوى العاملة) والعدل في المعاملة. من ناحية أخرى فإن المنظمات المتنوعة الشاملة لديها السياسات والممارسات التي تيسر لها الاستفادة الكاملة من الموارد البشرية وتعزيز قدرات الموظفين حتى يستغلوا أقصى إمكاناتهم. ومع ذلك يمكن للمنظمة أن تخطو خطوة واحدة إضافية لتصبح منظمة شاملة بحق. حيث إن المنظمات الشاملة بحق تستخدم مجموعة منتنوعة من المعارف ووجهات النظر لتحديد شكل إستراتيجيتها وعملها وإدارتها ونظم التشغيل بها وكذلك القيم الأساسية وقواعد النجاح.